# NGC 5486
NGC 5486 (również PGC 50383 lub UGC 9036) – magellaniczna galaktyka spiralna (Sm), znajdująca się w gwiazdozbiorze Wielkiej Niedźwiedzicy. Odkrył ją William Herschel 14 kwietnia 1789 roku. Jest to galaktyka o niskiej jasności powierzchniowej.
W galaktyce tej zaobserwowano supernową SN 2004cm.